# Sercquiais
Le sercquiais (en sercquiais : Serkyee) est une variété de langue normande parlée à l'île Anglo-Normande de Sercq. Il est proche du normand continental (haguais).
Il remonte au jersiais apporté à Sercq au XVIe siècle lors de la colonisation de l’île, inhabitée à cette époque, par quarante familles jersiaises de Saint-Ouen, cependant influencé depuis par le guernesiais (dialecte de Guernesey). Il est encore parlé par les habitants les plus âgés de l'île. La phonologie retient des éléments perdus dans le jersiais depuis le XVIe siècle.
Il a grandement souffert récemment en raison d'un fort afflux d'exilés fiscaux venus d'Angleterre, ainsi que de la négligence officielle.
Si le sercquiais est proche du jersiais, l'auregnais (dialecte d'Aurigny) était proche du guernesiais.

## Sercquiais écrit
En l'absence de toute forme généralement acceptée, une petite quantité de sercquiais a été transcrite. [1]
(3) [...] L'chen qui sème s'n allit s'mai;
(4) Et tàndis qu' i s'maitt une partie d' la s'menche quitt le long du ch'mìnn et l's oesiaux du ciel vìndrint et i la màndgirent.
(5) Une aûtre quitt dans d's endréts roquieurs, où alle n'avait pas fort de terre; et ou l'vist ossivite, parçe que la terre où al' 'tait n'était pas ben avant.
(6) Mais l'solé se l'vitt et ou fut brulaie; et coumme ou n'avait pas d'rachinnes, ou s'quitt.
(7) Une aûtre quitt dans d's épinnes, et l's épinnes vìndrent à craitre, et l'etoupidrent.
(8) Une aûtre enfin quitt dans d'bouanne terre, et ou portit du fritt; quiq' grâins rèndirent chent pour un, d'aûtres sessànte, et d'aûtres trente.
(9) L'chen qu'a d's oureilles pour ouit qu' il ouêt. (S. Makyu. Chap. XIII. 3–9)
Qui peut se traduire par :
(3) [...] Un fermier est sorti pour semer sa semence.
(4) Pendant qu'il dispersait la semence, il en tomba le long du chemin, et les oiseaux vinrent et la mangèrent.
(5) Certains sont tombés sur des endroits rocheux, où il n'y avait pas beaucoup de terre. Il a poussé rapidement, parce que le sol était peu profond.
(6) Mais quand le soleil s'est levé, les plantes ont été brûlées, et elles se sont flétries parce qu'elles n'avaient pas de racine.
(7) D'autres graines tombèrent parmi les épines, qui poussèrent et étouffèrent les plantes.
(8) Still other seed fell on good soil, where it produced a crop — a hundred, sixty or thirty times what was sown.
(9) Celui qui a des oreilles, qu'il entende."

## Conjugaison des verbes
Les origines saint-ouennaises du sercquiais se remarquent dans les formes des 2e et 3e personnes du pluriel au prétérit. Le sercquiais utilise une terminaison en -dr typique du dialecte saint-ouennais du jersiais, mais généralement inusitée autre part à Jersey (ni de nos jours par les plus jeunes locuteurs de Saint-Ouen).
| Sercquiais  | Jersiais (St. Ouennais) | Jersiais standard | Français      |
| ----------- | ----------------------- | ----------------- | ------------- |
| i vuliidr   | i' voulîdrent           | i' voulîtent      | ils voulurent |
| uu paaliidr | ou pâlîdres             | ou pâlîtes        | vous parlâtes |
| i füüdr     | i' fûdrent              | i' fûtent         | ils furent    |
| uu prẽẽdr   | ou prîndres             | ou prîntes        | vous prîtes   |

## Sercquiais écrit
Relativement peu de sercquiais a été transcrit, et étant donné qu'il n'y a aucune forme communément acceptée, il a été l'objet d'une certaine méfiance. Dame Sybil Hathaway, qui en était elle-même locutrice, disait que le sercquiais ne pourrait « jamais être écrit » et depuis, ce mythe s'est perpétué.
Le plus ancien texte publié en sercquiais jusqu'ici est la parabole du semeur de l'Évangile selon Matthieu. Le prince Louis Lucien Bonaparte, linguiste, visita les îles anglo-normandes en septembre 1862 afin de transcrire des échantillons des variétés de langue insulaires, qu'il a subséquemment publiés en 1863.

## Situation au présent
En mai 2022, seuls 3 locuteurs natifs sont encore en vie. Le linguiste Martin Neudörfl essaie de préserver et de faire renaître la langue.

## Phonologie
Le sercquiais n'a pas la consonne fricative dentale voisée, qui sont caractéristique pour St-Ouen à Jersey, d′où beaucoup d′immigrants sont arrivés.

Dans la seconde moitié du XIXe siècle, la langue a considérablement changé. Nous pouvons observer cela dans les 40 idiolectes que l’on peut entendre aujourd’hui. Une partie importante de la langue est l’utilisation de diphtongues, ce qui affecte la prononciation. Il n’est pas clair comment les mots sont prononcés parce qu’il existe de nombreuses façons possibles de les prononcer en fonction de l’endroit où ils se trouvent dans la phrase. Il est important de codifier la langue car même les locuteurs natifs ne suivent pas toutes les règles.